# ملكة جمال الكون 2006
ملكة جمال الكون 2006 هي مسابقة ملكة جمال الكون الخامسة والخمسين في تاريخ مسابقة ملكة جمال الكون منذ انطلاقتها عام 1952، تم عقد مسابقة في 23 يوليو 2006 في قاعة الضريح في لوس أنجلوس، كاليفورنيا، الولايات المتحدة. شهد هذا العام مشاركة 86 متسابقة على التاج من جميع بلدان العالم، في نهاية الحدث توجت زوليكا ريفيرا من بورتوريكو من قبل ملكة جمال الكون السابقة ناتالي غليبوفا من كندا.

## النتائج

### المراكز النهائية
| النتائج النهائية     | المتنافسة |
| -------------------- | --- |
| ملكة جمال الكون 2006 | - بورتوريكو - زليخة ريفيرا |
| الوصيفة الأولى       | - اليابان - كورارا شيبانا |
| الوصيفة الثانية      | - سويسرا - لوريان جيليرون |
| الوصيفة الثالثة      | - باراغواي - لورديس أريفالوس |
| الوصيفة الرابعة      | - الولايات المتحدة - تارا كانر |
| أفضل 10              | - بوليفيا - ديزيريه دوران - كندا - أليس بانيكيان - كولومبيا - فاليري دومينغيز - المكسيك - بريسيلا بيراليس - ترينيداد وتوباغو - كينيشا ثوم |
| أفضل 20              | - الأرجنتين - ماغالي روميتيلي - البرازيل - رافيلا زانيلا - الدنمارك - بيتينا فوربي - إثيوبيا - دينا فيكادو - المجر - أدريان بيندي - الهند - نيها كابور - روسيا - آنا ليتفينوفا † - السويد - جوسيفين ألهانكو - تايلاند - شارم أوساثانون - أوكرانيا - إينا تسيمبالوك |

### ترتيب الإعلانات
| 1. بورتوريكو 2. الدنمارك 3. سويسرا 4. كولومبيا 5. إثيوبيا 6. روسيا 7. كندا 8. اليابان 9. البرازيل 10. السويد 11. ترينيداد وتوباغو 12. تايلاند 13. بوليفيا 14. المجر 15. الولايات المتحدة 16. باراغواي 17. الهند 18. الأرجنتين 19. أوكرانيا 20. المكسيك | 1. كندا 2. ترينيداد وتوباغو 3. بوليفيا 4. اليابان 5. بورتوريكو 6. الولايات المتحدة 7. سويسرا 8. المكسيك 9. كولومبيا 10. باراغواي | 1. سويسرا 2. باراغواي 3. اليابان 4. الولايات المتحدة 5. بورتوريكو |

## المتسابقات
- ألبانيا - إيرالدا هيتاج
- أنغولا - إسمينيا جونيور
- أنتيغوا وباربودا - شاري ماكوان
- الأرجنتين - ماجالي روميتيلي
- أروبا - ميليسا لاكلي
- أستراليا - ايرين ماكنوت
- جزر البهاما - سامانثا كارتر
- بلجيكا - تاتيانا سيلفا
- بوليفيا  - ديزيريه دوران
- البرازيل - رافاييلا زانيلا
- بلغاريا - غالينا ديموفاك
- كندا - أليس بانيكيان
- جزر كايمان – أمبويه إبنكس
- تشيلي - بيلين مونتيلا
- كولومبيا - فاليري دومينغيز
- كوستاريكا - فابرييلا كيسادا
- كرواتيا - بيلجانا مانشيتش
- قبرص - إيلينا إيرودياكونو
- جمهورية التشيك - ريناتا لانجمانوفا
- الدنمارك - بيتينا فورباي
- جمهورية الدومينيكان - ميا تافيراس
- الإكوادور - كاتالينا «كاتي» لوبيز
- مصر - فوزية محمد
- إلسالفادور - ربيكا إيراهيتا
- إستونيا - كيرك كليمير
- إثيوبيا - دينا فيكادو
- فنلندا - نيني لاكسونن
- فرنسا - الكسندرا روزنفيلد
- جورجيا - ايكاترين بوادزي
- ألمانيا - ناتالي أكرمان
- غانا - أنجيلا أساري
- اليونان - أولمبيا هوبسونيدو
- غواتيمالا - جاكيلين بيتشينيني
- غيانا - الانا ارنست
- المجر - أدريان بيندي
- آيسلندا - سيف أرادوتير
- الهند - نيها كابور
- إندونيسيا - نادين شاندراويناتا
- جمهورية أيرلندا - ميلاني بورهام
- إسرائيل - أناستاسيا إنتين
- جامايكا - سيندي رايت
- اليابان - كورارا شيبانا
- كازاخستان - دينا نوراليفا
- كوريا - كيم جو هي
- لاتفيا - سانيتا كوبليتا
- لبنان - غبريال بو راشد
- ماليزيا - ميليسا آن تان
- موريشيوس - إيزابيل أنتو
- المكسيك - ريسيلا بيراليس
- ناميبيا - آنا ناساندي
- نيوزيلندا - إليزابيث جراي
- نيكاراغوا - كريستيانا فريكسيون
- نيجيريا - تينيبر أوكي
- جزر ماريانا الشمالية - شيكيتا بينيت
- النرويج - مارتين جوناسين
- بنما - ماريا أليساندرا ميزكيتا
- باراغواي - لورد أريفالوس
- بيرو - فيوريلا فيناس
- الفلبين - ليا راموس
- بولندا - فرانسيس سودنيكا
- بورتوريكو - زوليكا ريفيرا
- روسيا - آنا ليتفينوفا †
- صربيا والجبل الأسود - ندى ميلينيتش
- سنغافورة - كارول تشيونغ
- سلوفاكيا - جوديتا هروبيوفا
- سلوفينيا - ناتاشا بينوزا
- جنوب أفريقيا - ثولي سيتهول
- إسبانيا - إليزابيث رييس
- سريلانكا - جاكلين فرنانديز
- سانت لوسيا - ساشا أندرو روز
- سينت مارتن - جيزيلا هيليمان
- سانت فينسنت والغرينادين - شيفيرن بيترز
- السويد - جوسيفين ألهانكو
- سويسرا - لوريان جيليرون
- تايلاند  - شارم أوساثانوند
- ترينيداد وتوباغو - كينيشا ثوم
- تركيا - كيلا كيرازلي
- جزر توركس وكايكوس - شافينا بين
- أوكرانيا - إينا تسيمباليوك
- المملكة المتحدة - جولي دوهرتي
- الأوروغواي - فاطمة دافيلا †
- الولايات المتحدة  - تارا كونر
- جزر العذراء الأمريكية - جيتايم سيرج
- فنزويلا - جيكتزاد فينا
- زامبيا - موفا شيسنجا †

## الروابط الخارجية
- موقع ملكة جمال الكون الرسمي